# Шлегер, Луиза Карловна
Луиза Карловна Шлегер (1863—1942) — русский и советский педагог, деятель в области дошкольного воспитания и начального обучения.

## Биография
Родилась 19 ноября (2 декабря по новому стилю) 1863 года в селе Игнатьево Тульской губернии.
в 1882 году окончила педагогические классы при Саратовской женской гимназии, затем училась на историко-филологическом факультете Московских высших женских курсов(в 1884—1887 годах) и педагогических курсах Московского общества воспитательниц и учительниц (в 1887—1889 годах).
В 1882—1903 годах Луиза Шлегер работала учительницей начальных классов, домашней воспитательницей, затем — в детских приютах Московского общества попечения о бедных и больных детях. Была одним из участников создания московского просветительного общества «Сетлемент» (1906), преобразованного позднее в общество «Детский труд и отдых». После закрытия общества стала сотрудницей С. Т. Шацкого в руководстве московским филиалом общества «Детский труд и отдых». В 1905—1918 годах она руководила созданным в 1905 году при обществе первым в Москве народным детским садом, который представлял собой экспериментально-педагогическую лабораторию. Одновременно с 1907 года работала в организованной ею совместно с Е. Я. Фортунатовой экспериментальной начальной школы для мальчиков и девочек. Преподавала на курсах подготовки воспитательниц при Московском городском народном университете.
С 1918 года Шлегер работала в Московском отделенми народного образования и одновременно — консультант по дошкольному воспитанию в Наркомпросе. В 1919—1932 годах заведующая дошкольным отделом Первой опытной станции по народному образованию Наркомпроса РСФСР. В 1930-х занималась преимущественно исследовательской работой в области начального обучения.
Жила в Москве на Новослободской улице, 18. Умерла 29 мая 1942 года в Москве.